# 词法音位学
词法音位学（英語：morphophonology 或 morphonology）是语言学分支之一，主要研究词法学与语音学或音位学的联系。主要關注语素（即最小的意义单位）在组合成词时发生的音变。
词法音位分析主要试图给出一系列规则，以预判语言中音素的规律声变。

## 音位语素和词法音位学规则
不管是从语音还是音位的角度分析，都可发现：当语素结合的时候，会相互影响彼此的声音结构，导致同一语素会有不同的发音。词法音位学就试图分析这样的变化过程。一个语言的词法音位结构即是理想状态下可以预测每一个词法音位交替（morphophonological alternation）的系列规则。
英语中的复数语素就是词法音位交替的一个例子。复数语素写作 -s 或是 -es，而读音有三种：[s]、[z] 及 [ɪz]，分别对应 cats, dogs, horses。纯粹的音位分析会将三者分别以发音符号 /s/, /z/, /ɪz/ 记录。而在词法音位的层次上，三者都是底层式（underlying object） //z// 的不同形式。而 //z// 即是音位语素（morphophoneme）。具体使用哪个形式取决于其所附着的语素结尾的音段。英语中过去式结尾 -ed 也与之类似。
复数后缀 -s 也可能影响先前的语素形式。例如：knife 一词，单数时结尾是 [f]，复数时变为 [v]。在词法音位的层次上，这里的语素可分析为以音位语素 //F// 结尾，在有浊音附着时也浊化。
通常以双斜杠（// //）（即：比单纯音素更加音素）、竖线（| |）、双竖线（‖  ‖）或花括号（{ }）表示音位语素而非音素。
例如：英语的 cats，在语音学的角度可能写为 [ˈkʰæts] ；在音位学的角度可能写为/ˈkæts/；而在音位语素的角度，若是设定复数的底层式是 //z//，在非嘶音后同化为 /s/，则可转写为 //ˈkætz//。波浪线 ~ 可表示词位交替，如 //ˈniː~ɛl+t// 表示 kneel~knelt，其中 + 表示语素界限。

## 改变的类型
屈折语与黏着语可能有极其复杂的词法音变系统，一些复杂的音变如：
- 连音：几乎所有语言中都有一定程度的连音。即使是有的时候被称作没有词法的普通话，也有音调连音即变调。例如：你好本是 nǐ hǎo，但合音节第三声的“你”须提升为阳平，即“你好”要念为“ní hǎo”
- 辅音交替：在一些乌拉尔语言，如芬兰语、爱沙尼亚语中即可发现辅音交替。

- 元音和谐：在大量语言中皆有，突厥语族中尤为显著，再如乌拉尔语系的芬兰语中亦有。
- 元音变换：英语等日耳曼语言中存在此种现象，即根元音依上下文变化，如 sing-sang-sung。

## 孤立形式
一个语素的孤立形式（isolation form）即语素独立出现时候的形式，即，不受其它语素影响时的形式。但对于不自由语素如英语中的 -ed 而言，基本上不可能定义其孤立形式，因为这样的语素从不单独出现。

## 延伸阅读
- Ahmanova, Olga Sergeevna. Phonology, Morphonology, Morphology. The Hague: Mouton, 1971.